# Guds moders avsomnandes kyrka, Artjar
Guds moders avsomnandes kyrka (bulgariska: Църква "Успение Богородично"; translitteration: Tsarkva ''Uspenie Bogorodichno'') är en bulgarisk-ortodox kyrkobyggnad belägen i distriktet Artjar, i regionen Vidin, i nordvästra Bulgarien.
Kyrkan är helgad åt högtiden Guds moders avsomnande, som är östortodoxa kyrkans benämning på Jungfru Marie himmelsfärd och tillhör det bulgarisk-ortodoxa stiftet Vidins stift.

## Historik
Guds moders avsomnandes kyrka i Artjar genomgick år 2013 en totalrenovering.

## Bilder

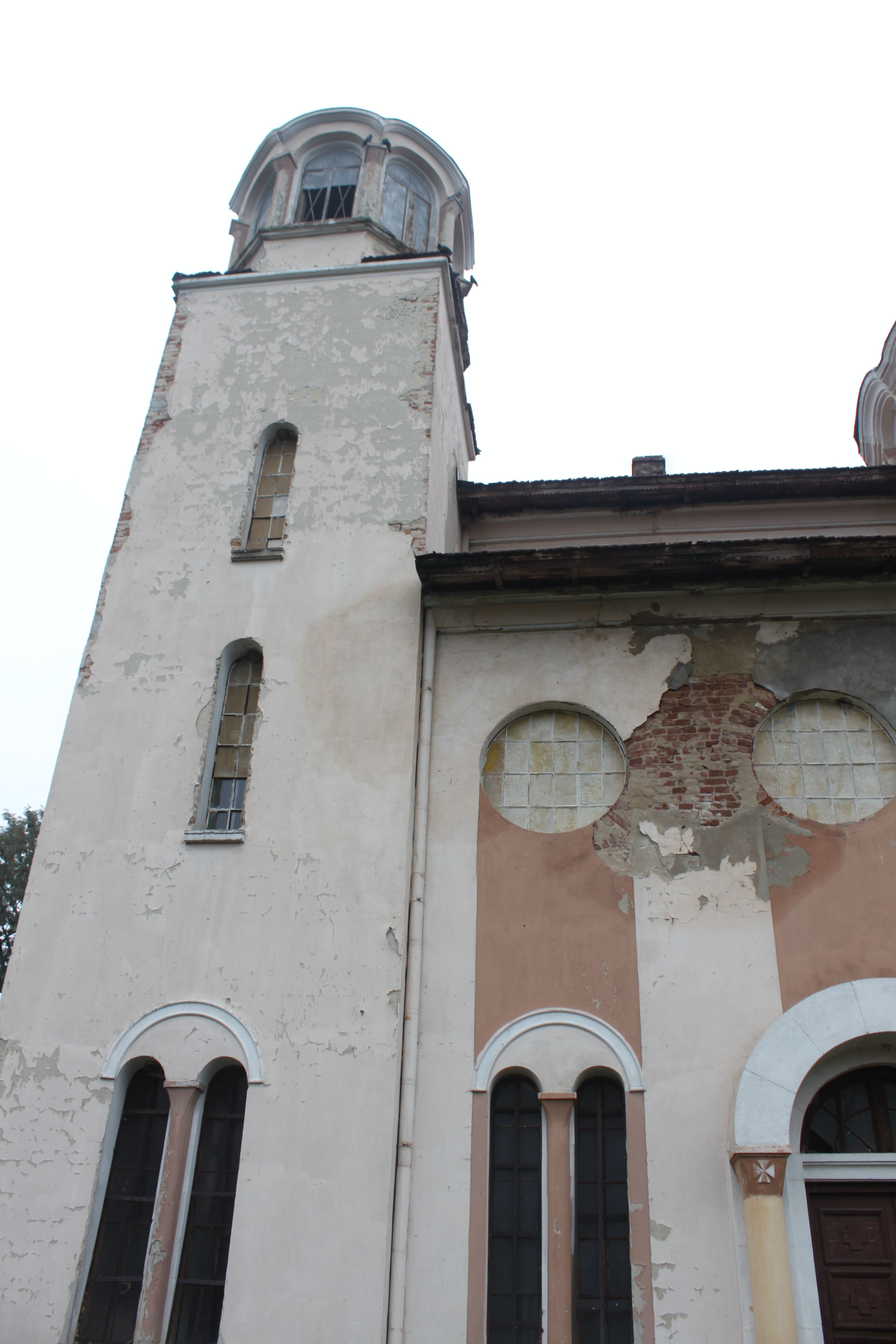
Klocktornet
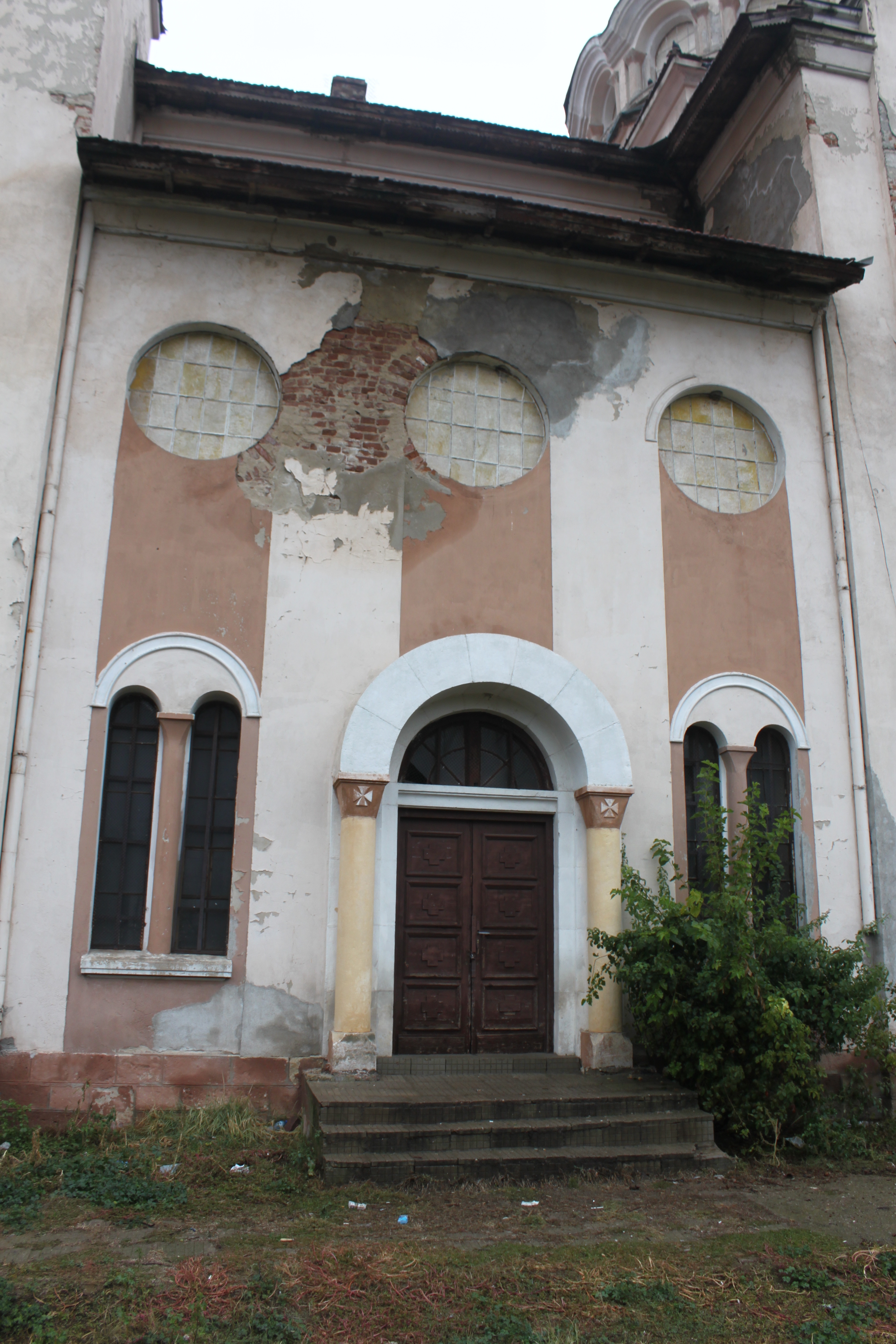
Entrén

Bilder på kyrkan efter renoveringen 2013: Православен храм "Успение Богородично" - Арчар | Опознай.bg (opoznai.bg)

### Allmänna källor
- Православен храм "Успение Богородично" - Арчар | Опознай.bg (opoznai.bg)